# Living in the Background
Living in the Background è il primo album in studio del gruppo musicale italiano Baltimora, pubblicato il 4 settembre 1985.

## Tracce
1. Tarzan Boy – 6:15
2. Pull the Wires – 4:46
3. Living in the Background – 6:06
4. Woody Boogie – 5:50
5. Chinese Restaurant – 5:14
6. Running for Your Love – 5:50

### Edizione Regno Unito
1. Tarzan Boy (12" Summer version) – 6:41
2. Pull the Wires – 4:46
3. Living in the Background – 6:06
4. Tarzan Boy (7" Summer version) – 3:27
5. Woody Boogie (12" Jump mix) – 5:50
6. Chinese Restaurant – 5:14
7. Running for Your Love – 5:50
8. Woody Boogie – 3:37

### Edizione Canada
1. Tarzan Boy (Single version)
2. Living in the Background (Remix by John Luongo)
3. Juke Box Boy
4. Pull the Wires
5. Woody Boogie
6. Chinese Restaurant
7. Running for Your Love
8. Up with Baltimora

### Riedizione 1993
1. Tarzan Boy (Summer version) – 6:40
2. Juke Box Boy – 3:42
3. Up with Baltimora – 2:51
4. Tarzan Boy (Remix 1993) – 3:43
5. Jungle Life (Dub) – 5:00
6. Tarzan Boy (Extended mix) – 5:29

## Formazione
- Jimmy McShane - voce, cori
- Pier Michelatti - basso
- Lele Melotti - batteria, programmazione, batteria elettronica
- Maurizio Bassi - tastiera, pianoforte
- Giorgio Cocilovo - chitarra elettrica
- Gaetano Leandro - tastiera, programmazione, sintetizzatore
- Claudio Bazzari - chitarra elettrica
- Claudio Pascoli - sax
- Naimy Hackett, Malcolm Charlton, Lella Esposito, Silvano Fossati, Moreno Ferrara, Silvio Pozzoli - cori